# Escut de Martorell
L'escut oficial de Martorell té el següent blasonament:
Escut caironat: de sinople, un mar en forma de peu ondat d'argent, carregat de dues faixes ondades d'atzur, sostenint una torre d'or oberta acostada d'una mà d'or, de la destra, i d'un martell d'or, sinistra. Per timbre, una corona de marquès.

## Història
Va ser aprovat el 29 de juny de 1992 i publicat al DOGC el 13 de juliol del mateix any amb el número 1618.
Tots els elements de l'escut són senyals tradicionals i parlants relatius al nom de la població: tant el mar, com la mà, la torre i el martell. Martorell va ser centre d'un marquesat des de 1637, d'aquí la corona de marquès.